# Liste der Einträge im National Register of Historic Places in Fall River (Massachusetts)

Lage des Bristol County in Massachusetts

Die Liste der Einträge im National Register of Historic Places in Fall River in Massachusetts führt alle Bauwerke, National Historic Landmarks und historischen Stätten in Fall River auf, die in das National Register of Historic Places aufgenommen wurden.
Die vorliegende Liste wurde aufgrund der Vielzahl an Einträgen in Fall River ausgelagert und ist integraler Bestandteil der Liste der Einträge im National Register of Historic Places im Bristol County.

## Legende
| NRHP | Historic Place             |
| NHL  | Historic Landmark          |
| NHLD | Historic Landmark District |
| HD   | Historic District          |

## Aktuelle Einträge
| [ 2 ] | Name                                      | Bild                                      | Eintragsdatum                  | Lage                                                                                      | Ort        | Beschreibung                                                                    |
| ----- | ----------------------------------------- | ----------------------------------------- | ------------------------------ | ----------------------------------------------------------------------------------------- | ---------- | ------------------------------------------------------------------------------- |
| 1     | Academy Building                          | weitere Bilder                            | 2. Juli 1973 ID-Nr. 73000277   | S. Main St. 41° 42′ 2″ N, 71° 9′ 9″ W                                                     | Fall River |                                                                                 |
| 2     | Al Mac’s Diner-Restaurant                 | Al Mac’s Diner-Restaurant                 | 20. Dez. 1999 ID-Nr. 99001119  | 135 President Ave. 41° 42′ 58″ N, 71° 9′ 17″ W                                            | Fall River |                                                                                 |
| 3     | Algonquin Printing Co.                    | Algonquin Printing Co.                    | 16. Feb. 1983 ID-Nr. 83000615  | Bay St. 41° 41′ 42″ N, 71° 10′ 40″ W                                                      | Fall River |                                                                                 |
| 4     | American Printing Co. and Metacomet Mill  | weitere Bilder                            | 16. Feb. 1983 ID-Nr. 83000617  | Anawan St. 41° 42′ 10″ N, 71° 9′ 42″ W                                                    | Fall River |                                                                                 |
| 5     | David M. Anthony House                    | David M. Anthony House                    | 16. Feb. 1983 ID-Nr. 83000620  | 368 N. Main St. 41° 42′ 55″ N, 71° 9′ 21″ W                                               | Fall River |                                                                                 |
| 6     | Ashley House                              |                                           | 16. Feb. 1983 ID-Nr. 83000621  | 3159 Main St. 41° 44′ 21″ N, 71° 7′ 49″ W                                                 | Fall River | Wurde bereits im Juli 1983 abgerissen, ist aber immer noch im NRHP eingetragen. |
| 7     | Ashworth Brothers Mill                    | Ashworth Brothers Mill                    | 21. Aug. 2023 ID-Nr. 100009284 | 89 Globe Mills Ave. 41° 41′ 33″ N, 71° 10′ 45″ W                                          | Fall River |                                                                                 |
| 8     | Barnard Mills                             | Barnard Mills                             | 16. Feb. 1983 ID-Nr. 83000623  | 641-657 Quarry St. 41° 41′ 26,2″ N, 71° 8′ 26,2″ W                                        | Fall River |                                                                                 |
| 9     | Belmont Club/John Young House             | Belmont Club/John Young House             | 16. Feb. 1983 ID-Nr. 83000624  | 34 Franklin St. 41° 42′ 13″ N, 71° 9′ 17″ W                                               | Fall River |                                                                                 |
| 10    | Barnabus Blossom House                    | Barnabus Blossom House                    | 16. Feb. 1983 ID-Nr. 83000627  | 244 Grove St. 41° 42′ 55″ N, 71° 8′ 59″ W                                                 | Fall River |                                                                                 |
| 11    | Boguslavsky Triple-Deckers                | Boguslavsky Triple-Deckers                | 16. Feb. 1983 ID-Nr. 83000628  | 53-87 Albion St. 41° 42′ 22″ N, 71° 8′ 7″ W                                               | Fall River |                                                                                 |
| 12    | Borden Flats Light Station                | Borden Flats Light Station                | 15. Juni 1987 ID-Nr. 87001528  | Taunton River 41° 42′ 18″ N, 71° 10′ 40″ W                                                | Fall River |                                                                                 |
| 13    | A.J. Borden Building                      | A.J. Borden Building                      | 16. Feb. 1983 ID-Nr. 83000629  | 91-111 S. Main St. 41° 42′ 5″ N, 71° 9′ 30″ W                                             | Fall River |                                                                                 |
| 14    | Ariadne J. and Mary A. Borden House       | Ariadne J. and Mary A. Borden House       | 16. Feb. 1983 ID-Nr. 83000630  | 92 Globe St. 41° 41′ 21,6″ N, 71° 10′ 43,6″ W                                             | Fall River |                                                                                 |
| 15    | N. B. Borden School                       | N. B. Borden School                       | 16. Feb. 1983 ID-Nr. 83000631  | 43 Morgan St. 41° 41′ 49″ N, 71° 8′ 53″ W                                                 | Fall River | Wurde im Frühjahr 2015 abgerissen.                                              |
| 16    | Borden-Winslow House                      | Borden-Winslow House                      | 16. Feb. 1983 ID-Nr. 83000632  | 3063 N. Main St. 41° 43′ 34″ N, 71° 8′ 2″ W                                               | Fall River |                                                                                 |
| 17    | Border City Mill No. 2                    | Border City Mill No. 2                    | 28. Juni 1990 ID-Nr. 90000999  | One Weaver St. 41° 43′ 40″ N, 71° 8′ 29″ W                                                | Fall River |                                                                                 |
| 18    | Bradford Durfee Textile School            |                                           | 20. Feb. 2024 ID-Nr. 100009976 | 64 Durfee Street 41° 42′ 12,3″ N, 71° 9′ 24,5″ W                                          | Fall River |                                                                                 |
| 19    | Brayton Methodist Episcopal Church        | Brayton Methodist Episcopal Church        | 16. Feb. 1983 ID-Nr. 83000635  | 264 Griffin St. 41° 41′ 20″ N, 71° 10′ 12″ W                                              | Fall River |                                                                                 |
| 20    | Hathaway Brightman House                  | Hathaway Brightman House                  | 16. Feb. 1983 ID-Nr. 83000637  | 205 Crescent St. 41° 44′ 4″ N, 71° 8′ 28″ W                                               | Fall River |                                                                                 |
| 21    | Bristol County Superior Court             | Bristol County Superior Court             | 16. Feb. 1983 ID-Nr. 83000638  | 441 N. Main St. 41° 42′ 29″ N, 71° 9′ 16″ W                                               | Fall River |                                                                                 |
| 22    | Squire William B. Canedy House            | Squire William B. Canedy House            | 16. Feb. 1983 ID-Nr. 83000640  | 2634 N. Main St. 41° 42′ 52″ N, 71° 8′ 10″ W                                              | Fall River |                                                                                 |
| 23    | Cataract Engine Company No. 3             | Cataract Engine Company No. 3             | 16. Feb. 1983 ID-Nr. 83000645  | 116 Rock St. 41° 42′ 12″ N, 71° 9′ 14″ W                                                  | Fall River |                                                                                 |
| 24    | Central Congregational Church             | Central Congregational Church             | 16. Feb. 1983 ID-Nr. 83000646  | 100 Rock St. 41° 42′ 10″ N, 71° 9′ 14″ W                                                  | Fall River |                                                                                 |
| 25    | Chace Mills                               | Chace Mills                               | 16. Feb. 1983 ID-Nr. 83000648  | Lewiston and Salem Sts. 41° 41′ 30″ N, 71° 8′ 47″ W                                       | Fall River |                                                                                 |
| 26    | A. B. Chace Rowhouses                     | A. B. Chace Rowhouses                     | 16. Feb. 1983 ID-Nr. 83000647  | 655-685 Middle St. 41° 42′ 9″ N, 71° 10′ 0″ W                                             | Fall River |                                                                                 |
| 27    | Oliver Chace’s Thread Mill                | Oliver Chace’s Thread Mill                | 16. Feb. 1983 ID-Nr. 83000649  | 505 Bay St. 41° 41′ 38″ N, 71° 10′ 39″ W                                                  | Fall River |                                                                                 |
| 28    | Charlton Mill                             | Charlton Mill                             | 16. Feb. 1983 ID-Nr. 83000650  | 109 Howe St. 41° 40′ 43″ N, 71° 10′ 38″ W                                                 | Fall River |                                                                                 |
| 29    | Chase-Hyde Farm                           | Chase-Hyde Farm                           | 16. Feb. 1983 ID-Nr. 83000651  | 1281-1291 New Boston Rd. 41° 43′ 3″ N, 71° 7′ 32″ W                                       | Fall River |                                                                                 |
| 30    | Children’s Home                           | Children’s Home                           | 16. Feb. 1983 ID-Nr. 83000652  | 427 Robeson St. 41° 42′ 53″ N, 71° 8′ 39″ W                                               | Fall River |                                                                                 |
| 31    | Church of the Ascension                   | Church of the Ascension                   | 16. Feb. 1983 ID-Nr. 83000653  | 160 Rock St. 41° 42′ 4″ N, 71° 9′ 12″ W                                                   | Fall River |                                                                                 |
| 32    | William Collins House                     | William Collins House                     | 16. Feb. 1983 ID-Nr. 83000654  | 3775 N. Main St. 41° 43′ 15″ N, 71° 7′ 29″ W                                              | Fall River |                                                                                 |
| 33    | William M. Connell School                 | William M. Connell School                 | 16. Feb. 1983 ID-Nr. 83000655  | 650 Plymouth Ave. 41° 42′ 8″ N, 71° 9′ 23″ W                                              | Fall River |                                                                                 |
| 34    | Corky Row Historic District               | weitere Bilder                            | 23. Juni 1983 ID-Nr. 83000656  | 41° 41′ 43″ N, 71° 9′ 23″ W                                                               | Fall River |                                                                                 |
| 35    | Cornell Mills                             | Cornell Mills                             | 16. Feb. 1983 ID-Nr. 83000657  | Alden St. 41° 41′ 3″ N, 71° 8′ 1″ W                                                       | Fall River |                                                                                 |
| 36    | Coughlin School                           | Coughlin School                           | 16. Feb. 1983 ID-Nr. 83000658  | 1975 Pleasant St. 41° 41′ 4″ N, 71° 7′ 42″ W                                              | Fall River |                                                                                 |
| 37    | Crescent Mill                             | Crescent Mill                             | 16. Feb. 1983 ID-Nr. 83000659  | 30 Front St. 41° 41′ 51″ N, 71° 8′ 49″ W                                                  | Fall River |                                                                                 |
| 38    | Davol School                              | Davol School                              | 16. Feb. 1983 ID-Nr. 83000661  | 112 Flint St. 41° 41′ 34″ N, 71° 8′ 9″ W                                                  | Fall River | Die Schule wurde im Juni 2008 geschlossen.                                      |
| 39    | William C. Davol, Jr., House              | William C. Davol, Jr., House              | 16. Feb. 1983 ID-Nr. 83004286  | 252 High St. 41° 42′ 50″ N, 71° 9′ 10″ W                                                  | Fall River |                                                                                 |
| 40    | Downtown Fall River Historic District     | Downtown Fall River Historic District     | 16. Feb. 1983 ID-Nr. 83000662  | N. und S. Main, Bedford, Granite, Bank, Franklin und Elm Sts. 41° 42′ 11″ N, 71° 9′ 21″ W | Fall River |                                                                                 |
| 41    | Durfee Mills                              | Durfee Mills                              | 16. Feb. 1983 ID-Nr. 83000664  | 359-479 Pleasant St. 41° 41′ 54″ N, 71° 8′ 59″ W                                          | Fall River |                                                                                 |
| 42    | B.M.C. Durfee High School                 | B.M.C. Durfee High School                 | 11. Juni 1981 ID-Nr. 81000109  | 289 Rock St. 41° 42′ 20″ N, 71° 9′ 8″ W                                                   | Fall River | Heute Sitz des Massachusetts Probate Court                                      |
| 43    | John M. Earle House                       | John M. Earle House                       | 16. Feb. 1983 ID-Nr. 83000665  | 352 Durfee St. 41° 42′ 58″ N, 71° 9′ 26″ W                                                | Fall River |                                                                                 |
| 44    | Fall River Bleachery                      | Fall River Bleachery                      | 16. Feb. 1983 ID-Nr. 83000667  | Jefferson St. 41° 40′ 19″ N, 71° 8′ 44″ W                                                 | Fall River |                                                                                 |
| 45    | Fall River Waterworks                     | Fall River Waterworks                     | 7. Dez. 1981 ID-Nr. 81000714   | Bedford St. 41° 42′ 7″ N, 71° 7′ 9″ W                                                     | Fall River |                                                                                 |
| 46    | First Baptist Church                      | First Baptist Church                      | 16. Feb. 1983 ID-Nr. 83000668  | 200-228 N. Main St. 41° 42′ 18″ N, 71° 9′ 20″ W                                           | Fall River |                                                                                 |
| 47    | Flint Mills                               | Flint Mills                               | 16. Feb. 1983 ID-Nr. 83000669  | Alden St. 41° 41′ 20″ N, 71° 8′ 13″ W                                                     | Fall River |                                                                                 |
| 48    | Foster Spinning Co.                       | Foster Spinning Co.                       | 16. Feb. 1983 ID-Nr. 83000670  | Cove St. 41° 43′ 27″ N, 71° 8′ 49″ W                                                      | Fall River |                                                                                 |
| 49    | Globe Yarn Mills                          | Globe Yarn Mills                          | 16. Feb. 1983 ID-Nr. 83000671  | Globe St. 41° 41′ 20″ N, 71° 10′ 24″ W                                                    | Fall River |                                                                                 |
| 50    | Greany Building                           | Greany Building                           | 16. Feb. 1983 ID-Nr. 83000674  | 1270-1288 Pleasant St. 41° 41′ 31″ N, 71° 8′ 10″ W                                        | Fall River |                                                                                 |
| 51    | Hargraves Mill No. 1                      | Hargraves Mill No. 1                      | 16. Feb. 1983 ID-Nr. 83000675  | Quarry St. 41° 41′ 33″ N, 71° 8′ 25″ W                                                    | Fall River |                                                                                 |
| 52    | James D. Hathaway House                   | James D. Hathaway House                   | 16. Feb. 1983 ID-Nr. 83000676  | 311 Pine St. 41° 42′ 47″ N, 71° 9′ 15″ W                                                  | Fall River |                                                                                 |
| 53    | Highlands Historic District               | Highlands Historic District               | 16. Feb. 1983 ID-Nr. 83000677  | 41° 42′ 37″ N, 71° 9′ 0″ W                                                                | Fall River |                                                                                 |
| 54    | House at 108-112 Quarry Street            | House at 108-112 Quarry Street            | 16. Feb. 1983 ID-Nr. 83000683  | 108-112 Quarry St. 41° 42′ 23″ N, 71° 8′ 26″ W                                            | Fall River |                                                                                 |
| 55    | Jesus Marie Convent                       | Jesus Marie Convent                       | 16. Feb. 1983 ID-Nr. 83000685  | 138 St. Joseph’s St. 41° 41′ 27″ N, 71° 7′ 56″ W                                          | Fall River |                                                                                 |
| 56    | Kennedy Park                              | Kennedy Park                              | 16. Feb. 1983 ID-Nr. 83000686  | 41° 41′ 44″ N, 71° 10′ 12″ W                                                              | Fall River |                                                                                 |
| 57    | King Philip Mills                         | King Philip Mills                         | 16. Feb. 1983 ID-Nr. 83000687  | Kilburn St. 41° 40′ 55″ N, 71° 10′ 21″ W                                                  | Fall River |                                                                                 |
| 58    | Lafayette-Durfee House                    | Lafayette-Durfee House                    | 15. Apr. 1982 ID-Nr. 82004959  | 94 Cherry St. 41° 42′ 21″ N, 71° 9′ 26″ W                                                 | Fall River |                                                                                 |
| 59    | William Lindsey House                     | William Lindsey House                     | 16. Feb. 1983 ID-Nr. 83000690  | 373 N. Main St. 41° 42′ 59″ N, 71° 9′ 18″ W                                               | Fall River |                                                                                 |
| 60    | Lower Highlands Historic District         | Lower Highlands Historic District         | 10. Jan. 1984 ID-Nr. 84002171  | 41° 42′ 15″ N, 71° 8′ 58″ W                                                               | Fall River |                                                                                 |
| 61    | William M. Manley House                   | William M. Manley House                   | 26. Juni 1986 ID-Nr. 86001401  | 610 Cherry St. 41° 42′ 17″ N, 71° 8′ 54″ W                                                | Fall River |                                                                                 |
| 62    | Massasoit Fire House No. 5                | Massasoit Fire House No. 5                | 16. Feb. 1983 ID-Nr. 83000692  | 83 Freedom St. 41° 41′ 22″ N, 71° 10′ 9″ W                                                | Fall River |                                                                                 |
| 63    | Mechanics Mill                            | Mechanics Mill                            | 16. Feb. 1983 ID-Nr. 83000693  | 1082 Davol St. 41° 43′ 7″ N, 71° 9′ 21″ W                                                 | Fall River |                                                                                 |
| 64    | Narragansett Mills                        | Narragansett Mills                        | 16. Feb. 1983 ID-Nr. 83000694  | 1567 N. Main St. 41° 43′ 18″ N, 71° 8′ 39″ W                                              | Fall River |                                                                                 |
| 65    | North Burial Ground                       | North Burial Ground                       | 16. Feb. 1983 ID-Nr. 83000695  | N. Main St. between Brightman and Cory Sts. 41° 43′ 11″ N, 71° 9′ 0″ W                    | Fall River |                                                                                 |
| 66    | North Christian Congregational Church     | North Christian Congregational Church     | 16. Feb. 1983 ID-Nr. 83000696  | 3538 N. Main St. 41° 44′ 39″ N, 71° 7′ 40″ W                                              | Fall River |                                                                                 |
| 67    | Notre Dame School                         | Notre Dame School                         | 16. Feb. 1983 ID-Nr. 83000697  | 34 St. Joseph’s St. 41° 41′ 28″ N, 71° 8′ 2″ W                                            | Fall River | Die Schule wurde 2008 geschlossen.                                              |
| 68    | Oak Grove Cemetery                        | Oak Grove Cemetery                        | 16. Feb. 1983 ID-Nr. 83000698  | 765 Prospect St. 41° 42′ 19″ N, 71° 8′ 14″ W                                              | Fall River |                                                                                 |
| 69    | Osborn House                              | Osborn House                              | 4. Apr. 1980 ID-Nr. 80000431   | 456 Rock St. 41° 42′ 27″ N, 71° 9′ 9″ W                                                   | Fall River | aka Carr-Osborn Mansion                                                         |
| 70    | Osborn Street School                      | Osborn Street School                      | 16. Feb. 1983 ID-Nr. 83000699  | 160 Osborn St. 41° 41′ 33″ N, 71° 10′ 3″ W                                                | Fall River |                                                                                 |
| 71    | Israel Picard House                       | Israel Picard House                       | 16. Feb. 1983 ID-Nr. 83000702  | 690 County St. 41° 42′ 6″ N, 71° 7′ 46″ W                                                 | Fall River |                                                                                 |
| 72    | Pilgrim Mills                             | Pilgrim Mills                             | 16. Feb. 1983 ID-Nr. 83000704  | 847 Pleasant St. 41° 41′ 56″ N, 71° 9′ 5″ W                                               | Fall River |                                                                                 |
| 73    | Pine Street School                        | Pine Street School                        | 16. Feb. 1983 ID-Nr. 83000705  | 880 Pine St. 41° 42′ 9″ N, 71° 8′ 39″ W                                                   | Fall River |                                                                                 |
| 74    | Pocasset Firehouse No. 7                  | Pocasset Firehouse No. 7                  | 16. Feb. 1983 ID-Nr. 83000706  | 1058 Pleasant St. 41° 41′ 40″ N, 71° 8′ 19″ W                                             | Fall River |                                                                                 |
| 75    | PT BOAT 796 (torpedo boat)                | weitere Bilder                            | 14. Jan. 1986 ID-Nr. 86000092  | Battleship Cove 41° 42′ 14″ N, 71° 9′ 40″ W                                               | Fall River |                                                                                 |
| 76    | Quequechan Club                           | Quequechan Club                           | 16. Feb. 1983 ID-Nr. 83000708  | 306 N. Main St. 41° 42′ 57″ N, 71° 9′ 21″ W                                               | Fall River |                                                                                 |
| 77    | Quequechan Valley Mills Historic District | Quequechan Valley Mills Historic District | 16. Feb. 1983 ID-Nr. 83000709  | 41° 40′ 59″ N, 71° 8′ 33″ W                                                               | Fall River |                                                                                 |
| 78    | Nathan Read House                         | Nathan Read House                         | 16. Feb. 1983 ID-Nr. 83000710  | 506 N. Main St. 41° 43′ 5″ N, 71° 9′ 20″ W                                                | Fall River |                                                                                 |
| 79    | Home for Aged People                      |                                           | 7. Mai 2024 ID-Nr. 100010281   | 1168 Highland Avenue 41° 43′ 15,4″ N, 71° 8′ 25,5″ W                                      | Fall River |                                                                                 |
| 80    | Ruggles Park                              | Ruggles Park                              | 16. Feb. 1983 ID-Nr. 83000711  | 41° 42′ 14″ N, 71° 8′ 46″ W                                                               | Fall River |                                                                                 |
| 81    | Sacred Heart School                       | Sacred Heart School                       | 9. März 1987 ID-Nr. 87000371   | 90 Linden St. 41° 42′ 11″ N, 71° 8′ 57″ W                                                 | Fall River |                                                                                 |
| 82    | Sagamore Mill No. 2                       | Sagamore Mill No. 2                       | 16. Feb. 1983 ID-Nr. 83000712  | 1822 N. Main St. 41° 43′ 26″ N, 71° 8′ 39″ W                                              | Fall River |                                                                                 |
| 83    | Sagamore Mills No. 1 and No. 3            | Sagamore Mills No. 1 and No. 3            | 16. Feb. 1983 ID-Nr. 83000713  | Ace St. 41° 43′ 33″ N, 71° 8′ 43″ W                                                       | Fall River |                                                                                 |
| 84    | Sanford Spinning Co.                      | Sanford Spinning Co.                      | 16. Feb. 1983 ID-Nr. 83000714  | Globe Mills Ave. 41° 41′ 33″ N, 71° 10′ 45″ W                                             | Fall River | Der NRHP-Eintrag umfasst zugleich die Globe Yarn Mills No. 3.                   |
| 85    | Santo Christo Church                      | Santo Christo Church                      | 16. Feb. 1983 ID-Nr. 83000715  | 240 Columbia St. 41° 42′ 1″ N, 71° 9′ 48″ W                                               | Fall River |                                                                                 |
| 86    | Seaconnett Mills                          | Seaconnett Mills                          | 16. Feb. 1983 ID-Nr. 83000716  | E. Warren St. 41° 41′ 0″ N, 71° 8′ 10″ W                                                  | Fall River |                                                                                 |
| 87    | John Mace Smith House                     | John Mace Smith House                     | 16. Feb. 1983 ID-Nr. 83000717  | 399 N. Main St. 41° 42′ 57″ N, 71° 9′ 18″ W                                               | Fall River |                                                                                 |
| 88    | St. Anne’s Church and Parish Complex      | St. Anne’s Church and Parish Complex      | 16. Feb. 1983 ID-Nr. 83000719  | 780 S. Main St. 41° 41′ 38″ N, 71° 9′ 50″ W                                               | Fall River |                                                                                 |
| 89    | St. Joseph’s Church                       | St. Joseph’s Church                       | 16. Feb. 1983 ID-Nr. 83000720  | 1355 N. Main St. 41° 43′ 7″ N, 71° 8′ 52″ W                                               | Fall River |                                                                                 |
| 90    | St. Joseph’s Orphanage                    | St. Joseph’s Orphanage                    | 16. Feb. 1983 ID-Nr. 83000721  | 56 St. Joseph’s St. 41° 41′ 30″ N, 71° 8′ 0″ W                                            | Fall River |                                                                                 |
| 91    | St. Louis Church                          | St. Louis Church                          | 16. Feb. 1983 ID-Nr. 83000722  | 440 Bradford Ave. 41° 41′ 47″ N, 71° 10′ 2″ W                                             | Fall River | Zerstört im April 2010.                                                         |
| 92    | St. Mary’s Cathedral and Rectory          | St. Mary’s Cathedral and Rectory          | 16. Feb. 1983 ID-Nr. 83000723  | 327 Second St. 41° 41′ 55″ N, 71° 9′ 28″ W                                                | Fall River |                                                                                 |
| 93    | St. Patrick’s Church                      | St. Patrick’s Church                      | 16. Feb. 1983 ID-Nr. 83000724  | 1588 S. Main St. 41° 41′ 7,9″ N, 71° 10′ 25,1″ W                                          | Fall River | heute bekannt als Good Shepherd Parish                                          |
| 94    | Stafford Mills                            | Stafford Mills                            | 16. Feb. 1983 ID-Nr. 83000718  | County St. 41° 41′ 46″ N, 71° 8′ 21″ W                                                    | Fall River |                                                                                 |
| 95    | Torpedo Boat PT-617                       | Torpedo Boat PT-617                       | 20. Dez. 1989 ID-Nr. 89002465  | Battleship Cove 41° 42′ 14″ N, 71° 9′ 40″ W                                               | Fall River |                                                                                 |
| 96    | Truesdale Hospital                        | Truesdale Hospital                        | 15. Apr. 1986 ID-Nr. 86000801  | 1820 Highland Ave. 41° 43′ 41″ N, 71° 8′ 7″ W                                             | Fall River |                                                                                 |
| 97    | U.S.S. Joseph P. Kennedy, Jr. (DD-850)    | weitere Bilder                            | 30. Sep. 1976 ID-Nr. 76000231  | Battleship Cove 41° 42′ 21″ N, 71° 9′ 47″ W                                               | Fall River |                                                                                 |
| 98    | U.S.S. Lionfish                           | U.S.S. Lionfish                           | 30. Sep. 1976 ID-Nr. 76000232  | Battleship Cove 41° 42′ 20″ N, 71° 9′ 48″ W                                               | Fall River |                                                                                 |
| 99    | U.S.S. Massachusetts                      | weitere Bilder                            | 30. Sep. 1976 ID-Nr. 76002269  | Battleship Cove 41° 42′ 24″ N, 71° 9′ 48″ W                                               | Fall River |                                                                                 |
| 100   | Union Mills                               | Union Mills                               | 16. Feb. 1983 ID-Nr. 83000726  | Pleasant St. 41° 41′ 44″ N, 71° 8′ 32″ W                                                  | Fall River |                                                                                 |
| 101   | The Unitarian Society                     | The Unitarian Society                     | 13. Mai 1982 ID-Nr. 82004958   | 309 N. Main St. 41° 42′ 22″ N, 71° 9′ 17″ W                                               | Fall River |                                                                                 |
| 102   | Valentine-French House                    | Valentine-French House                    | 16. Feb. 1983 ID-Nr. 83000727  | 5105 N. Main St. 41° 45′ 36,2″ N, 71° 6′ 45,4″ W                                          | Fall River |                                                                                 |
| 103   | Wampanoag Mills                           | Wampanoag Mills                           | 16. Feb. 1983 ID-Nr. 83000729  | Quequechan St. 41° 41′ 20″ N, 71° 8′ 19″ W                                                | Fall River |                                                                                 |
| 104   | Woman’s Club of Fall River                | Woman’s Club of Fall River                | 16. Feb. 1983 ID-Nr. 83000733  | 1542 Walnut St. 41° 42′ 56″ N, 71° 8′ 59″ W                                               | Fall River |                                                                                 |
| 105   | Luther Winslow, Jr., House                | Luther Winslow, Jr., House                | 16. Feb. 1983 ID-Nr. 83000732  | 5225 N. Main St. 41° 45′ 37,1″ N, 71° 6′ 41,8″ W                                          | Fall River |                                                                                 |
| 106   | Wyoming Mills                             |                                           | 30. Apr. 2024 ID-Nr. 83004613  | 110 Chace St. 41° 41′ 25,2″ N, 71° 10′ 30,5″ W                                            | Fall River | Nachträgliche Aufnahme in das Fall River MRA                                    |